# Bilan saison par saison des Pacers de l'Indiana

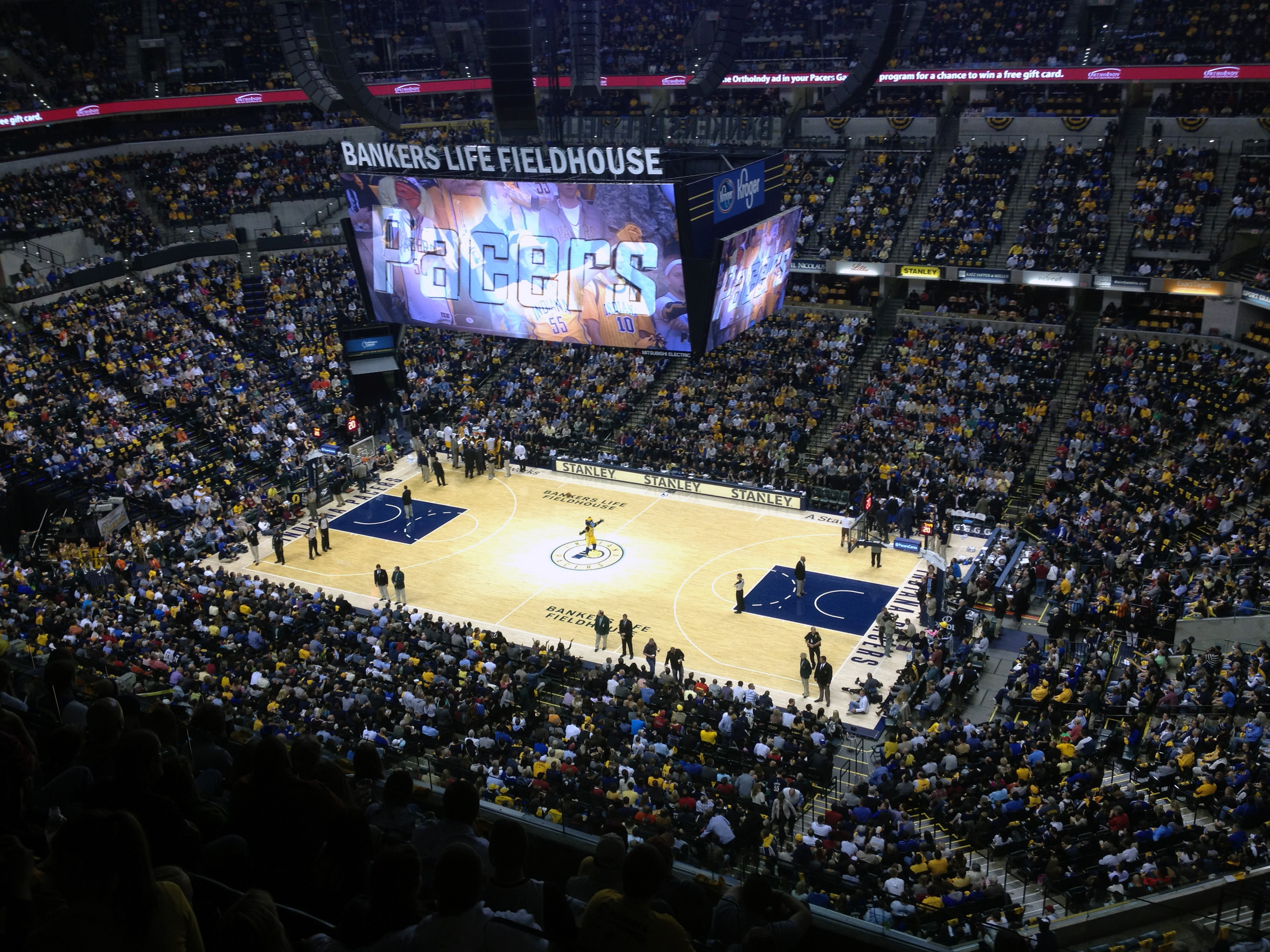
La Bankers Life Fieldhouse est l'arène des Pacers.

Le tableau suivant est un bilan saison par saison des Pacers de l'Indiana avec les performances réalisées par la franchise depuis sa création en 1967, avec les saisons passées en ABA jusqu'en 1976. La franchise réalise son entrée en NBA à partir de la saison 1976-1977.   
| Saison                     | Équipe                     | Conférence                 | Conférence                 | Division                   | Division                   | Saison régulière | Saison régulière | Saison régulière | Playoffs | Entraîneur principal                               | Réf.         |
| Saison                     | Équipe                     | Conférence                 | Conférence                 | Division                   | Division                   | V                | D                | PCT              | Playoffs | Entraîneur principal                               | Réf.         |
| -------------------------- | -------------------------- | -------------------------- | -------------------------- | -------------------------- | -------------------------- | ---------------- | ---------------- | ---------------- | --- | -------------------------------------------------- | ------------ |
| Indiana Pacers             |                            |                            |                            |                            |                            |                  |                  |                  | |                                                    |              |
| 1967-68                    | 1967-68                    | -                          | -                          | Est                        | 3e                         | 38               | 40               | 48,7%            | Défaite en demi-finale de division (Pittsburgh, 0-3) | Larry Staverman                                    | [ 1 ]        |
| 1968-69                    | 1968-69                    | -                          | -                          | Est                        | 1er                        | 44               | 34               | 56,4%            | Victoire en demi-finale de division (Kentucky, 4-3) Victoire en finale de division (Miami, 4-1) Défaite en finale ABA (Oakland, 1-4)                                                          | Larry Staverman Bob Leonard                        | [ 2 ]        |
| 1969-70                    | 1969-70                    | -                          | -                          | Est                        | 1er                        | 59               | 25               | 70,2%            | Victoire en demi-finale de division (Caroline, 4-0) Victoire en finale de division (Kentucky, 4-1) Victoire en finale ABA (Los Angeles, 4-2)                                                  | Bob Leonard                                        | [ 3 ]        |
| 1970-71                    | 1970-71                    | -                          | -                          | Ouest                      | 1er                        | 58               | 26               | 69,0%            | Victoire en demi-finale de division (Memphis, 4-0) Défaite en finale de division (Los Angeles, 3-4)                                                                                           | Bob Leonard                                        | [ 4 ]        |
| 1971-72                    | 1971-72                    | -                          | -                          | Ouest                      | 2e                         | 47               | 37               | 56,0%            | Victoire en demi-finale de division (Denver, 4-3) Victoire en finale de division (Los Angeles, 4-3) Victoire en finale ABA (New York, 4-2)                                                    | Bob Leonard                                        | [ 5 ]        |
| 1972-73                    | 1972-73                    | -                          | -                          | Ouest                      | 2e                         | 51               | 33               | 60,7%            | Victoire en demi-finale de division (Denver, 4-1) Victoire en finale de division (Los Angeles, 4-2) Victoire en finale ABA (Kentucky, 4-3)                                                    | Bob Leonard                                        | [ 6 ]        |
| 1973-74                    | 1973-74                    | -                          | -                          | Ouest                      | 2e                         | 46               | 38               | 54,8%            | Victoire en demi-finale de division (San Antonio, 4-3) Défaite en finale de division (Los Angeles, 3-4)                                                                                       | Bob Leonard                                        | [ 7 ]        |
| 1974-75                    | 1974-75                    | -                          | -                          | Ouest                      | 3e                         | 45               | 39               | 53,6%            | Victoire en demi-finale de division (San Antonio, 4-2) Victoire en finale de division (Denver, 4-3) Défaite en finale ABA (Kentucky, 1-4)                                                     | Bob Leonard                                        | [ 8 ]        |
| 1975-76                    | 1975-76                    | -                          | -                          | Division unique            | 5e                         | 39               | 45               | 46,4%            | Défaite au premier tour (Kentucky, 1-2) | Bob Leonard                                        | [ 9 ]        |
| 1976-77                    | 1976-77                    | Ouest                      | 9e                         | Midwest                    | 5e                         | 36               | 46               | 43,9%            | - | Bob Leonard                                        | [ 10 ]       |
| 1977-78                    | 1977-78                    | Ouest                      | 10e                        | Midwest                    | 5e                         | 31               | 51               | 37,8%            | - | Bob Leonard                                        | [ 11 ]       |
| 1978-79                    | 1978-79                    | Ouest                      | 8e                         | Midwest                    | 3e                         | 38               | 44               | 46,3%            | - | Bob Leonard                                        | [ 12 ]       |
| 1979-80                    | 1979-80                    | Est                        | 8e                         | Centrale                   | 4e                         | 37               | 45               | 45,1%            | - | Bob Leonard                                        | [ 13 ]       |
| 1980-81                    | 1980-81                    | Est                        | 6e                         | Centrale                   | 3e                         | 44               | 38               | 53,7%            | Défaite au premier tour (Philadelphie, 0-2) | Jack McKinney                                      | [ 14 ]       |
| 1981-82                    | 1981-82                    | Est                        | 8e                         | Centrale                   | 4e                         | 35               | 47               | 42,7%            | - | Jack McKinney                                      | [ 15 ]       |
| 1982-83                    | 1982-83                    | Est                        | 11e                        | Centrale                   | 6e                         | 20               | 62               | 24,4%            | - | Jack McKinney                                      | [ 16 ]       |
| 1983-84                    | 1983-84                    | Est                        | 11e                        | Centrale                   | 6e                         | 26               | 56               | 31,7%            | - | Jack McKinney                                      | [ 17 ]       |
| 1984-85                    | 1984-85                    | Est                        | 11e                        | Centrale                   | 6e                         | 22               | 60               | 26,8%            | - | George Irvine                                      | [ 18 ]       |
| 1985-86                    | 1985-86                    | Est                        | 10e                        | Centrale                   | 6e                         | 26               | 56               | 31,7%            | - | George Irvine                                      | [ 19 ]       |
| 1986-87                    | 1986-87                    | Est                        | 7e                         | Centrale                   | 4e                         | 41               | 41               | 50,0%            | Défaite au premier tour (Atlanta, 1-3) | Jack Ramsay                                        | [ 20 ]       |
| 1987-88                    | 1987-88                    | Est                        | 9e                         | Centrale                   | 6e                         | 38               | 44               | 46,3%            | - | Jack Ramsay                                        | [ 21 ]       |
| 1988-89                    | 1988-89                    | Est                        | 10e                        | Centrale                   | 6e                         | 28               | 54               | 34,1%            | - | Jack Ramsay Mel Daniels George Irvine Dick Versace | [ 22 ]       |
| 1989-90                    | 1989-90                    | Est                        | 8e                         | Centrale                   | 4e                         | 42               | 40               | 51,2%            | Défaite au premier tour (Détroit, 0-3) | Dick Versace                                       | [ 23 ]       |
| 1990-91                    | 1990-91                    | Est                        | 7e                         | Centrale                   | 5e                         | 41               | 41               | 50,0%            | Défaite au premier tour (Boston, 2-3) | Dick Versace Bob Hill                              | [ 24 ]       |
| 1991-92                    | 1991-92                    | Est                        | 7e                         | Centrale                   | 4e                         | 40               | 42               | 48,8%            | Défaite au premier tour (Boston, 0-3) | Bob Hill                                           | [ 25 ]       |
| 1992-93                    | 1992-93                    | Est                        | 8e                         | Centrale                   | 5e                         | 41               | 41               | 50,0%            | Défaite au premier tour (New York, 1-3) | Bob Hill                                           | [ 26 ]       |
| 1993-94                    | 1993-94                    | Est                        | 5e                         | Centrale                   | 3e                         | 47               | 35               | 57,3%            | Victoire au premier tour (Orlando, 3-0) Victoire en demi-finale de conférence (Atlanta, 4-2) Défaite en finale de conférence (New York, 3-4)                                                  | Larry Brown                                        | [ 27 ]       |
| 1994-95                    | 1994-95                    | Est                        | 2e                         | Centrale                   | 1er                        | 52               | 30               | 63,4%            | Victoire au premier tour (Atlanta, 3-0) Victoire en demi-finale de conférence (New York, 4-3) Défaite en finale de conférence (Orlando, 3-4)                                                  | Larry Brown                                        | [ 28 ]       |
| 1995-96                    | 1995-96                    | Est                        | 3e                         | Centrale                   | 2e                         | 52               | 30               | 63,4%            | Défaite au premier tour (Atlanta, 2-3) | Larry Brown                                        | [ 29 ]       |
| 1996-97                    | 1996-97                    | Est                        | 10e                        | Centrale                   | 6e                         | 39               | 43               | 47,6%            | - | Larry Brown                                        | [ 30 ]       |
| 1997-98                    | 1997-98                    | Est                        | 3e                         | Centrale                   | 2e                         | 58               | 24               | 70,7%            | Victoire au premier tour (Cleveland, 3-1) Victoire en demi-finale de conférence (New York, 4-1) Défaite en finale de conférence (Chicago, 3-4)                                                | Larry Bird                                         | [ 31 ]       |
| 1998-99                    | 1998-99                    | Est                        | 2e                         | Centrale                   | 1er                        | 33               | 17               | 66,0%            | Victoire au premier tour (Milwaukee, 3-0) Victoire en demi-finale de conférence (Philadelphie, 4-1) Défaite en finale de conférence (New York, 2-4)                                           | Larry Bird                                         | [ 32 ]       |
| 1999-00                    | 1999-00                    | Est                        | 1er                        | Centrale                   | 1er                        | 56               | 26               | 68,3%            | Victoire au premier tour (Milwaukee, 3-2) Victoire en demi-finale de conférence (Philadelphie, 4-2) Victoire en finale de conférence (New York, 4-2) Défaite en finale NBA (L.A. Lakers, 2-4) | Larry Bird                                         | [ 33 ]       |
| 2000-01                    | 2000-01                    | Est                        | 8e                         | Centrale                   | 4e                         | 41               | 41               | 50,0%            | Défaite au premier tour (Philadelphie, 1-3) | Isiah Thomas                                       | [ 34 ]       |
| 2001-02                    | 2001-02                    | Est                        | 8e                         | Centrale                   | 4e                         | 42               | 40               | 51,2%            | Défaite au premier tour (New Jersey, 2-3) | Isiah Thomas                                       | [ 35 ]       |
| 2002-03                    | 2002-03                    | Est                        | 3e                         | Centrale                   | 2e                         | 48               | 34               | 58,5%            | Défaite au premier tour (Boston, 2-4) | Isiah Thomas                                       | [ 36 ]       |
| 2003-04                    | 2003-04                    | Est                        | 1er                        | Centrale                   | 1er                        | 61               | 21               | 74,4%            | Victoire au premier tour (Boston, 4-0) Victoire en demi-finale de conférence (Miami, 4-2) Défaite en finale de conférence (Détroit, 2-4)                                                      | Rick Carlisle                                      | [ 37 ]       |
| 2004-05                    | 2004-05                    | Est                        | 6e                         | Centrale                   | 3e                         | 44               | 38               | 53,7%            | Victoire au premier tour (Boston, 4-3) Défaite en demi-finale de conférence (Détroit, 2-4) | Rick Carlisle                                      | [ 38 ]       |
| 2005-06                    | 2005-06                    | Est                        | 6e                         | Centrale                   | 4e                         | 41               | 41               | 50,0%            | Défaite au premier tour (New Jersey, 2-4) | Rick Carlisle                                      | [ 39 ]       |
| 2006-07                    | 2006-07                    | Est                        | 10e                        | Centrale                   | 4e                         | 35               | 47               | 42,7%            | - | Rick Carlisle                                      | [ 40 ]       |
| 2007-08                    | 2007-08                    | Est                        | 9e                         | Centrale                   | 3e                         | 36               | 46               | 43,9%            | - | Jim O'Brien                                        | [ 41 ]       |
| 2008-09                    | 2008-09                    | Est                        | 9e                         | Centrale                   | 4e                         | 36               | 46               | 43,9%            | - | Jim O'Brien                                        | [ 42 ]       |
| 2009-10                    | 2009-10                    | Est                        | 10e                        | Centrale                   | 4e                         | 32               | 50               | 39,0%            | - | Jim O'Brien                                        | [ 43 ]       |
| 2010-11                    | 2010-11                    | Est                        | 8e                         | Centrale                   | 2e                         | 37               | 45               | 45,1%            | Défaite au premier tour (Chicago, 1-4) | Jim O'Brien Frank Vogel                            | [ 44 ]       |
| 2011-12                    | 2011-12                    | Est                        | 3e                         | Centrale                   | 2e                         | 42               | 24               | 63,6%            | Victoire au premier tour (Orlando, 4-1) Défaite en demi-finale de conférence (Miami, 2-4) | Frank Vogel                                        | [ 45 ]       |
| 2012-13                    | 2012-13                    | Est                        | 3e                         | Centrale                   | 1er                        | 49               | 32               | 60,5%            | Victoire au premier tour (Atlanta, 4-2) Victoire en demi-finale de conférence (New York, 4-2) Défaite en finale de conférence (Miami, 3-4)                                                    | Frank Vogel                                        | [ 46 ]       |
| 2013-14                    | 2013-14                    | Est                        | 1er                        | Centrale                   | 1er                        | 56               | 26               | 68,3%            | Victoire au premier tour (Atlanta, 4-3) Victoire en demi-finale de conférence (Washington, 4-2) Défaite en finale de conférence (Miami, 2-4)                                                  | Frank Vogel                                        | [ 47 ]       |
| 2014-15                    | 2014-15                    | Est                        | 9e                         | Centrale                   | 4e                         | 38               | 44               | 46,3%            | - | Frank Vogel                                        | [ 48 ]       |
| 2015-16                    | 2015-16                    | Est                        | 7e                         | Centrale                   | 2e                         | 45               | 37               | 54,9%            | Défaite au premier tour (Toronto, 3-4) | Frank Vogel                                        | [ 49 ]       |
| 2016-17                    | 2016-17                    | Est                        | 7e                         | Centrale                   | 3e                         | 42               | 40               | 51,2%            | Défaite au premier tour (Cleveland, 0-4) | Nate McMillan                                      | [ 50 ]       |
| 2017-18                    | 2017-18                    | Est                        | 5e                         | Centrale                   | 2e                         | 48               | 34               | 58,5%            | Défaite au premier tour (Cleveland, 3-4) | Nate McMillan                                      | [ 51 ]       |
| 2018-19                    | 2018-19                    | Est                        | 5e                         | Centrale                   | 2e                         | 48               | 34               | 58,5%            | Défaite au premier tour (Boston, 0-4) | Nate McMillan                                      | [ 52 ]       |
| 2019-20                    | 2019-20                    | Est                        | 4e                         | Centrale                   | 2e                         | 45               | 28               | 61,6%            | Défaite au premier tour (Miami, 0-4) | Nate McMillan                                      | [ 53 ]       |
| 2020-21                    | 2020-21                    | Est                        | 9e                         | Centrale                   | 2e                         | 34               | 38               | 47,2%            | - | Nate Bjorkgren                                     | [ 54 ]       |
| 2021-22                    | 2021-22                    | Est                        | 13e                        | Centrale                   | 4e                         | 25               | 57               | 30,5%            | - | Rick Carlisle                                      | [ 55 ]       |
| 2022-23                    | 2022-23                    | Est                        | 11e                        | Centrale                   | 4e                         | 35               | 47               | 42,7%            | - | Rick Carlisle                                      | [ 56 ]       |
| 2023-24                    | 2023-24                    | Est                        | 6e                         | Centrale                   | 3e                         | 47               | 35               | 57,3%            | Victoire au premier tour (Milwaukee, 4-2) Victoire en demi-finale de conférence (New York, 4-3) Défaite en finale de conférence (Boston, 0-4)                                                 | Rick Carlisle                                      | [ 57 ]       |
| 2024-25                    | 2024-25                    | Est                        | 4e                         | Centrale                   | 2e                         | 50               | 32               | 61,0%            | Victoire au premier tour (Milwaukee, 4-1) Victoire en demi-finale de conférence (Cleveland, 4-1) Victoire en finale de conférence (New York, 4-2) Défaite en finale NBA (Oklahoma City, 3-4)  | Rick Carlisle                                      | [ 58 ]       |
| Saison régulière (ABA-NBA) | Saison régulière (ABA-NBA) | Saison régulière (ABA-NBA) | Saison régulière (ABA-NBA) | Saison régulière (ABA-NBA) | Saison régulière (ABA-NBA) | 2 407            | 2 287            | 51,3%            | |                                                    |              |
| Playoffs (ABA-NBA)         | Playoffs (ABA-NBA)         | Playoffs (ABA-NBA)         | Playoffs (ABA-NBA)         | Playoffs (ABA-NBA)         | Playoffs (ABA-NBA)         | 207              | 193              | 51,8%            | 3 titres ABA | 3 titres ABA                                       | 3 titres ABA |